# Равно Село
Равно Село је насеље у општини Врбас, у Јужнобачком округу, у Србији. Према попису из 2022. било је 2701 становника.

## Географија
Равно Село је најудаљеније село од Врбаса и налази се између Кулпина и Змајева.

## Историја
По једној верзији предања село је постојало још у 15. веку, док се по другој сматра да је постало одмах после сеобе Срба, негде око 1695. године. Међутим, први писани извори о селу потичу с краја 15. века (тачније између 1484—1502. године). Године 1590. Шове су забележене у турским дефтерима, као село са дванаест домова.
За историју данашњег Равног Села значајна су три насеља: Мале Шове, Алпар и Пашка. Мале Шове су се налазиле на око 3 km у правцу север-северозапад од данашњег села, на граници између потеза Виногради и Атица Угарска код Аркадијиног салаша. За име овог села, писац монографије Бачке жупаније Саму Боровски каже да је потомак некадашње Шомва, Шумва. Назив Шомва је потекао вероватно, од презимена племића Јована де Шомве. Јован де Шомва је од Матије и Софије Дереш добио, почетком 16. века један део Шомве. Такође је део Шомве, породица Дереш 1502. године дала у залог сремском владици Јовану Ујхиљу.
По причању старијих људи, село се померило на данашње место, зато што је вода била лошег квалитета. Међутим, вероватније је да село мења свој положај по одлуци спахије који је ту имао посед и бавио се сточарством, а пошто је ту био почетак јендека (што указује и значење мађарске речи soer, која има значење као почетак јендека), па није било воде за стоку, нарочито у летњим месецима. Друга теорија каже да је вода на том месту била слана (мађарски So – viz) и да је село управо по томе добило име.
Друго насеље претеча данашњег Равног Села је Алпар, који се налазио 4,5 km у правцу југоистока, на делу атара који се назива Алпар. Алпар је као насеље забележен још 1345. године. Године 1554. за време турске владавине, помиње се као насеље Бачке нахије и тада је имало 11 домова. Наредни помен је 157О. године када је имало свега 5 домова, док 1690. има 24 дома. Још 1650. године је забележено као насељено, док је 1698. било ненасељено. Нови помен Алпара је 1715. када има 4 дома, 1720. има 15 домова, 1717. и 1722. се помиње као место са по 17 домова. Последњи помен Алпара је 1732. када се помиње као српско насеље у поседу футошког властелинства. У том делу атара постојале су рушевине, највероватније, српског храма, из доба турске владавине. Алпар се налазио између Кера (Змајева), Кисача, Футога и Петровца.
Треће насеље везано за Шове је Пашка. Први пут је забележена 1590. када је имала 20 домова.
Око 1650. године Шове су забележене као насељене, а 1698. као ненасељене. Вероватно да се већ у то време Мале Шове и Пашка стапају у једно село. Становници Пашке су се обрели у Шовама, Керу и Футогу.
Године 1715. према попису бачких срезова, у Шовама се налазило 10 породица. Скоро је сигурно да је село већ тада лоцирано на садашњем месту и вероватно тада добија скраћени назив — Шове. Те исте године из Баната се доселило неколико породица, тако да Шове 1720. имају 19 домова, док већ 1722. имају 31 дом. Године 1725/26. Шове имају 25 породица, 1728. 29 породица, док 1734. имају 22 породице.
Између 1746—1758. године Шове су уведене као пустара; 1760. године на коморској (географској) карти Шове су приказане као место на северној страни потока Шири-Шаке, где је живела 51 породица и то српска. Између 1744. и 1777. из Куцуре су се преселиле скоро све српске породице. Желећи да од Куцуре начине гркокатоличко и католичко место коморске власти су наложиле да се Срби из Куцуре преселе у Шове и Обровац. У Шова су 1783. постојала 82 дома, а већ 1786. било је 136 домова.
Шове су 1820. године имале 2598 становника док је од тога Срба било 1643. Шест деценија касније (1878) број Срба се смањио на 1570, јер су се многе српске породице одселиле у сремско село Огар (Огара). 
Према попису из 1893. Старе Шове су имале 2136 становника које су живеле у 352 куће, од тог броја Срба је било 1436, Немаца 653, Мађара 15 и осталих 32. Шове су преживеле неколико колонизација које је организовала Хабзбуршка монархија, почев од Марије Терезије (1740–1780) и досељавања немачких трговаца, па преко колонизација које је организовао њен син Јосиф II (1780–1790).
Немци су у Старе Шове досељени 1786. године. Немци су 1788. напустили Старе Шове и основали Нове Шове. Године 1818. у Новим Шовама је основана Прва црквена општина.
По веродостојним изворима, школство у Шовама је почело да се развија још у време царице Марије Терезије, мада се настава изводила доста неорганизовано. Прва школа у Старим Шова је основана 1745. године. Настава се тада изводила на мађарском и немачком језику. Током 19. века у селу су саграђене две школске зграде; прва 1836, а друга 1888. године. Крајем 19. века село је добило прве српске учитеље. У Старим Шовама је радила од 1892. године. Поред комуналне школе у којој су наставу похађали Мађари, Немци и Срби, постојале су и вероисповедне школе у којима је настава извођена на матерњем језику. Село је тада имало и „повторну школу“, као врсту допунске школе.
Шове су између два светска рата биле једно од најразвијенијих села. У Старим Шовама је тада било много занатских радионица, радњи, мајстора, шегрта, калфи. Постојале су приватне лекарске ординације, породилиште итд.

## Демографија
У насељу Равно Село живи 2737 пунолетних становника, а просечна старост становништва износи 39,8 година (38,7 код мушкараца и 40,8 код жена). У насељу има 1136 домаћинстава, а просечан број чланова по домаћинству је 3,06.
Ово насеље је углавном насељено Србима (према попису из 2002. године), а у последња три пописа, примећен је пад у броју становника.
|  |

| Демографија | Демографија | Демографија |
| Година      | Становника  | Становника  |
| ----------- | ----------- | ----------- |
| 1948.       | 4.046       |             |
| 1953.       | 4.362       |             |
| 1961.       | 4.378       |             |
| 1971.       | 3.814       |             |
| 1981.       | 3.636       |             |
| 1991.       | 3.579       | 3.505       |
| 2002.       | 3.478       | 3.523       |
| 2011.       | 3.107       |             |

| Етнички састав према попису из 2002.‍ | Етнички састав према попису из 2002.‍ | Етнички састав према попису из 2002.‍ | Етнички састав према попису из 2002.‍ | Етнички састав према попису из 2002.‍ |
| ------------------------------------ | ------------------------------------ | ------------------------------------ | ------------------------------------ | ------------------------------------ |
|                                      |                                      |                                      |                                      |                                      |
| Срби                                 | Срби                                 |                                      | 2.702                                | 77,68%                               |
| Црногорци                            | Црногорци                            |                                      | 274                                  | 7,87%                                |
| Хрвати                               | Хрвати                               |                                      | 33                                   | 0,94%                                |
| Македонци                            | Македонци                            |                                      | 25                                   | 0,71%                                |
| Југословени                          | Југословени                          |                                      | 20                                   | 0,57%                                |
| Роми                                 | Роми                                 |                                      | 15                                   | 0,43%                                |
| Мађари                               | Мађари                               |                                      | 11                                   | 0,31%                                |
| Словаци                              | Словаци                              |                                      | 7                                    | 0,20%                                |
| Русини                               | Русини                               |                                      | 4                                    | 0,11%                                |
| Немци                                | Немци                                |                                      | 4                                    | 0,11%                                |
| Украјинци                            | Украјинци                            |                                      | 2                                    | 0,05%                                |
| Бошњаци                              | Бошњаци                              |                                      | 2                                    | 0,05%                                |
| Словенци                             | Словенци                             |                                      | 1                                    | 0,02%                                |
| Муслимани                            | Муслимани                            |                                      | 1                                    | 0,02%                                |
| непознато                            | непознато                            |                                      | 256                                  | 7,36%                                |

| \| \| м \| \| \| ж \| \| ? \| 8 \| \| \| 7 \| \| 80+ \| 33 \| \| \| 45 \| \| 75—79 \| 56 \| \| \| 84 \| \| 70—74 \| 75 \| \| \| 101 \| \| 65—69 \| 75 \| \| \| 122 \| \| 60—64 \| 96 \| \| \| 104 \| \| 55—59 \| 63 \| \| \| 88 \| \| 50—54 \| 124 \| \| \| 113 \| \| 45—49 \| 151 \| \| \| 117 \| \| 40—44 \| 140 \| \| \| 155 \| \| 35—39 \| 116 \| \| \| 110 \| \| 30—34 \| 89 \| \| \| 98 \| \| 25—29 \| 110 \| \| \| 98 \| \| 20—24 \| 134 \| \| \| 116 \| \| 15—19 \| 129 \| \| \| 142 \| \| 10—14 \| 113 \| \| \| 131 \| \| 5—9 \| 87 \| \| \| 91 \| \| 0—4 \| 82 \| \| \| 75 \| \| Просек : \| 38,7 \| \| \| 40,8 \| |      |  |  |      |
| |      |  |  |      |
| | м    |  |  | ж    |
| ? | 8    |  |  | 7    |
| 80+ | 33   |  |  | 45   |
| 75—79 | 56   |  |  | 84   |
| 70—74 | 75   |  |  | 101  |
| 65—69 | 75   |  |  | 122  |
| 60—64 | 96   |  |  | 104  |
| 55—59 | 63   |  |  | 88   |
| 50—54 | 124  |  |  | 113  |
| 45—49 | 151  |  |  | 117  |
| 40—44 | 140  |  |  | 155  |
| 35—39 | 116  |  |  | 110  |
| 30—34 | 89   |  |  | 98   |
| 25—29 | 110  |  |  | 98   |
| 20—24 | 134  |  |  | 116  |
| 15—19 | 129  |  |  | 142  |
| 10—14 | 113  |  |  | 131  |
| 5—9 | 87   |  |  | 91   |
| 0—4 | 82   |  |  | 75   |
| Просек : | 38,7 |  |  | 40,8 |

| Година пописа     | 1948. | 1953. | 1961. | 1971. | 1981. | 1991. | 2002. |
| ----------------- | ----- | ----- | ----- | ----- | ----- | ----- | ----- |
| Број домаћинстава | 928   | 1.045 | 1.153 | 1.098 | 1.088 | 1.080 | 1.136 |

| Број чланова      | 1   | 2   | 3   | 4   | 5   | 6  | 7  | 8 | 9 | 10 и више | Просек |
| ----------------- | --- | --- | --- | --- | --- | -- | -- | - | - | --------- | ------ |
| Број домаћинстава | 232 | 255 | 197 | 241 | 113 | 81 | 11 | 3 | 1 | 2         | 3,06   |

| Пол    | Укупно | Неожењен/Неудата | Ожењен/Удата | Удовац/Удовица | Разведен/Разведена | Непознато |
| ------ | ------ | ---------------- | ------------ | -------------- | ------------------ | --------- |
| Мушки  | 1.399  | 441              | 844          | 62             | 50                 | 2         |
| Женски | 1.500  | 322              | 849          | 278            | 50                 | 1         |
| УКУПНО | 2.899  | 763              | 1.693        | 340            | 100                | 3         |

| Пол    | Укупно                    | Пољопривреда, лов и шумарство | Рибарство                            | Вађење руде и камена | Прерађивачка индустрија       |
| ------ | ------------------------- | ----------------------------- | ------------------------------------ | -------------------- | ----------------------------- |
| Мушки  | 589                       | 159                           | 0                                    | 0                    | 171                           |
| Женски | 360                       | 76                            | 0                                    | 0                    | 127                           |
| Укупно | 949                       | 235                           | 0                                    | 0                    | 298                           |
|        |                           |                               |                                      |                      |                               |
| Пол    | Производња и снабдевање   | Грађевинарство                | Трговина                             | Хотели и ресторани   | Саобраћај, складиштење и везе |
| Мушки  | 7                         | 59                            | 61                                   | 12                   | 46                            |
| Женски | 0                         | 4                             | 64                                   | 9                    | 4                             |
| Укупно | 7                         | 63                            | 125                                  | 21                   | 50                            |
|        |                           |                               |                                      |                      |                               |
| Пол    | Финансијско посредовање   | Некретнине                    | Државна управа и одбрана             | Образовање           | Здравствени и социјални рад   |
| Мушки  | 1                         | 4                             | 24                                   | 9                    | 7                             |
| Женски | 3                         | 3                             | 6                                    | 21                   | 36                            |
| Укупно | 4                         | 7                             | 30                                   | 30                   | 43                            |
|        |                           |                               |                                      |                      |                               |
| Пол    | Остале услужне активности | Приватна домаћинства          | Екстериторијалне организације и тела | Непознато            | Непознато                     |
| Мушки  | 13                        | 0                             | 0                                    | 16                   | 16                            |
| Женски | 4                         | 0                             | 0                                    | 3                    | 3                             |
| Укупно | 17                        | 0                             | 0                                    | 19                   | 19                            |

## Познате личности
- Лазар Ристовски
- Јозеф Велкер